# 미스코리아 경남
미스코리아 경남(미스 경남)은 1971년부터 시작된 미스코리아의 경상남도 지역 대회이다. 진, 선, 미 입상자에게는 본선에 진출 할 수 있는 기회가 주어진다.

## 입상자
| 연도   |        | 진 (眞)         | 선 (善) | 미 (美) |
| ------ | ------ | --------------- | ------- | ------- |
| 1971년 | 박봉임 |                 |         |         |
| 1972년 | 곽복희 |                 |         |         |
| 1973년 | 고성자 |                 |         |         |
| 1977년 | 송미인 |                 | 김현숙  |         |
| 1978년 | 손영옥 | 이영숙          | 황양희  |         |
| 1979년 | 김순옥 | 조혜진          | 박영남  |         |
| 1980년 | 손인숙 | 화기영          | 제해경  |         |
| 1981년 |        | 김정애 · 윤지영 | 위순옥  |         |
| 1982년 | 김선희 | 구정미          | 김경미  |         |
| 1983년 | 배문영 | 김미조          | 여남선  |         |
| 1984년 | 오현자 | 김순애          | 김우수  |         |
| 1985년 | 심기옥 | 김선남          | 양둘순  |         |
| 1986년 | 조혜원 | 정화선          | 박정희  |         |
| 1987년 | 김혜정 | 전미형          | 이해은  |         |
| 1988년 | 김양옥 | 송현숙          | 장윤혁  |         |
| 1989년 | 이희진 | 신정희          | 배은숙  |         |
| 1990년 | 김정미 | 정정란          | 고영민  |         |
| 1991년 | 이명숙 | 정혜윤          | 김영희  |         |
| 1992년 | 이공주 | 홍수미          | 정선혜  |         |
| 1993년 | 신지연 | 김현아          | 고수형  |         |
| 1994년 | 최명련 | 전미란          | 박선영  |         |
| 1995년 | 김정애 | 심효진          | 송지선  |         |
| 1996년 | 박윤현 | 이지원          | 황선희  |         |
| 1997년 | 이지은 | 전이다          | 석류미  |         |
| 1998년 | 손지연 | 최진            | 강남주  |         |
| 1999년 | 박지현 | 전민정          | 서지혜  |         |
| 2000년 | 이미진 | 김진미          | 김미란  |         |
| 2001년 | 박수정 | 백성향          | 강영인  |         |
| 2002년 | 김인희 | 박수경          | 이화정  |         |
| 2003년 | 박은진 | 김수민          | 권현지  |         |
| 2004년 | 조소현 | 유희정          | 임남희  |         |
| 2005년 | 고정아 | 강은영          | 백지현  |         |
| 2006년 | 임미정 | 안정민          | 박미지  |         |
| 2007년 | 전초롱 | 최지현          | 권혜경  |         |
| 2008년 | 정민정 | 장성경          | 이진영  |         |
| 2009년 | 김주영 | 사공진          | 이유미  |         |
| 2010년 | 배현정 | 김남은          | 김수현  |         |
| 2011년 | 이혜란 | 손영주          | 김송현  |         |
| 2012년 | 박서빈 | 백범휘          | 김은영  |         |
| 2013년 | 구본화 | 전지수          | 문유리  |         |
| 2014년 | 주가을 | 류소라          | 이서윤  |         |
| 2015년 | 김규리 | 김나현          | 손소희  |         |
| 2016년 | 이영인 | 김유영          | 김효선  |         |
| 2017년 | 김소은 | 정명지          | 황시아  |         |
| 2018년 | 전은화 | 정희지          | 박성은  |         |
| 2019년 | 성승현 | 김태희          | 장유림  |         |
| 2020년 | 최희정 | 정연주          | 김은혜  |         |
| 2021년 | 박진희 | 신설희          | 김유리  |         |

- 2008년에는 미스 울산과 통합하여 선발하였다.
- 1974년, 1975년, 1976년에는 미스 경남을 선발하지 않았다.

## 역대 참가자 사진

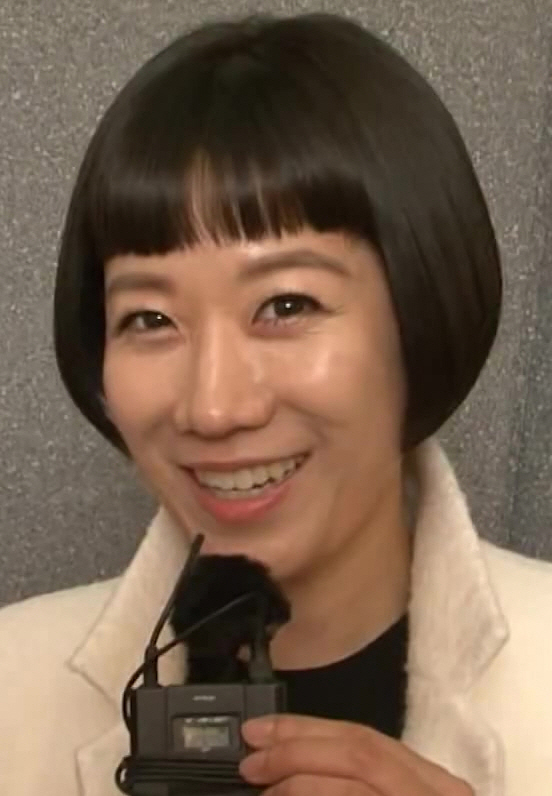
1997년 미스 경남 선 전혜진(전이다), 1997년 미스코리아 후보
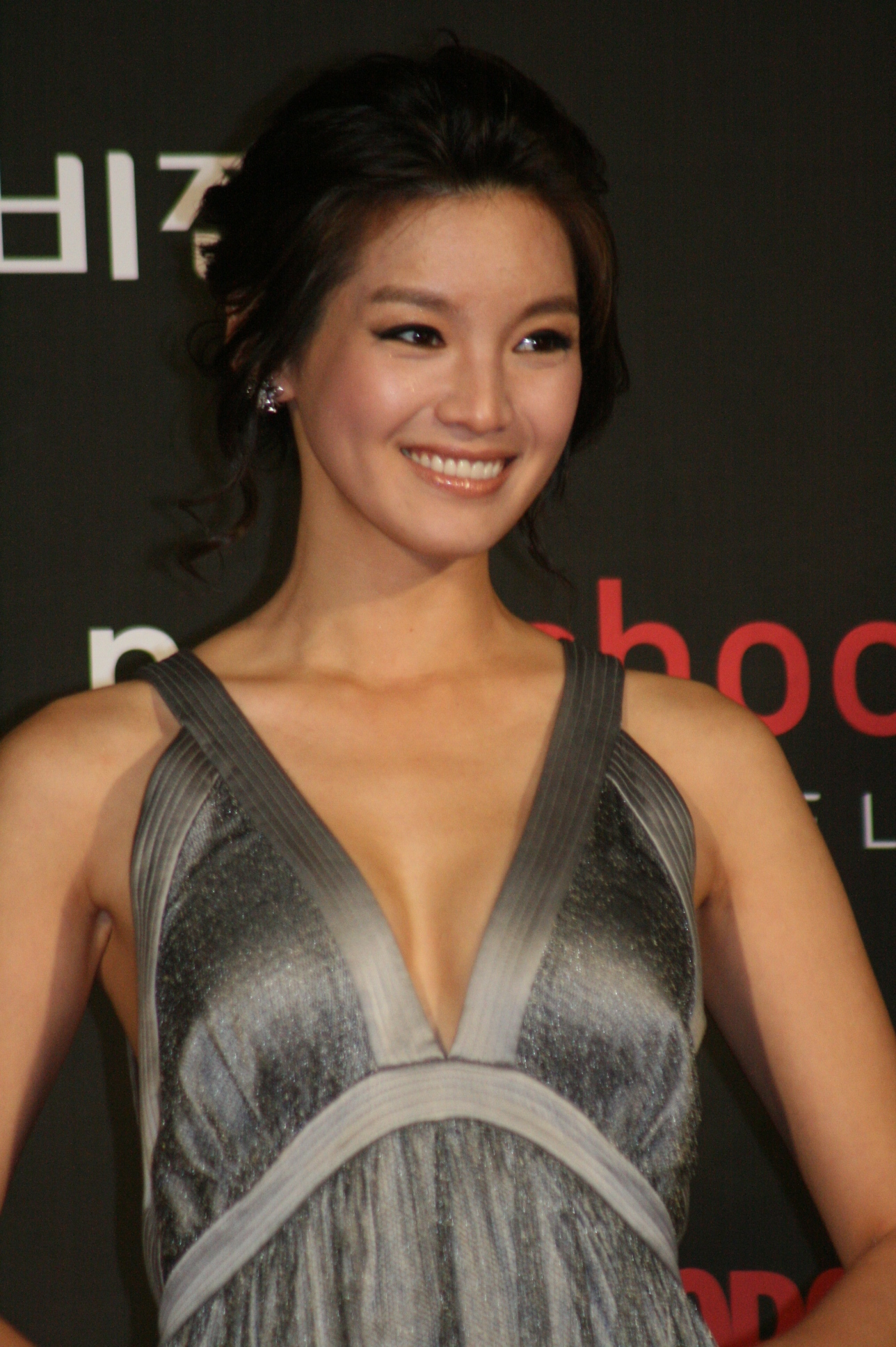
2001년 미스 경남 선 정가은(백성향), 2001년 미스코리아 후보
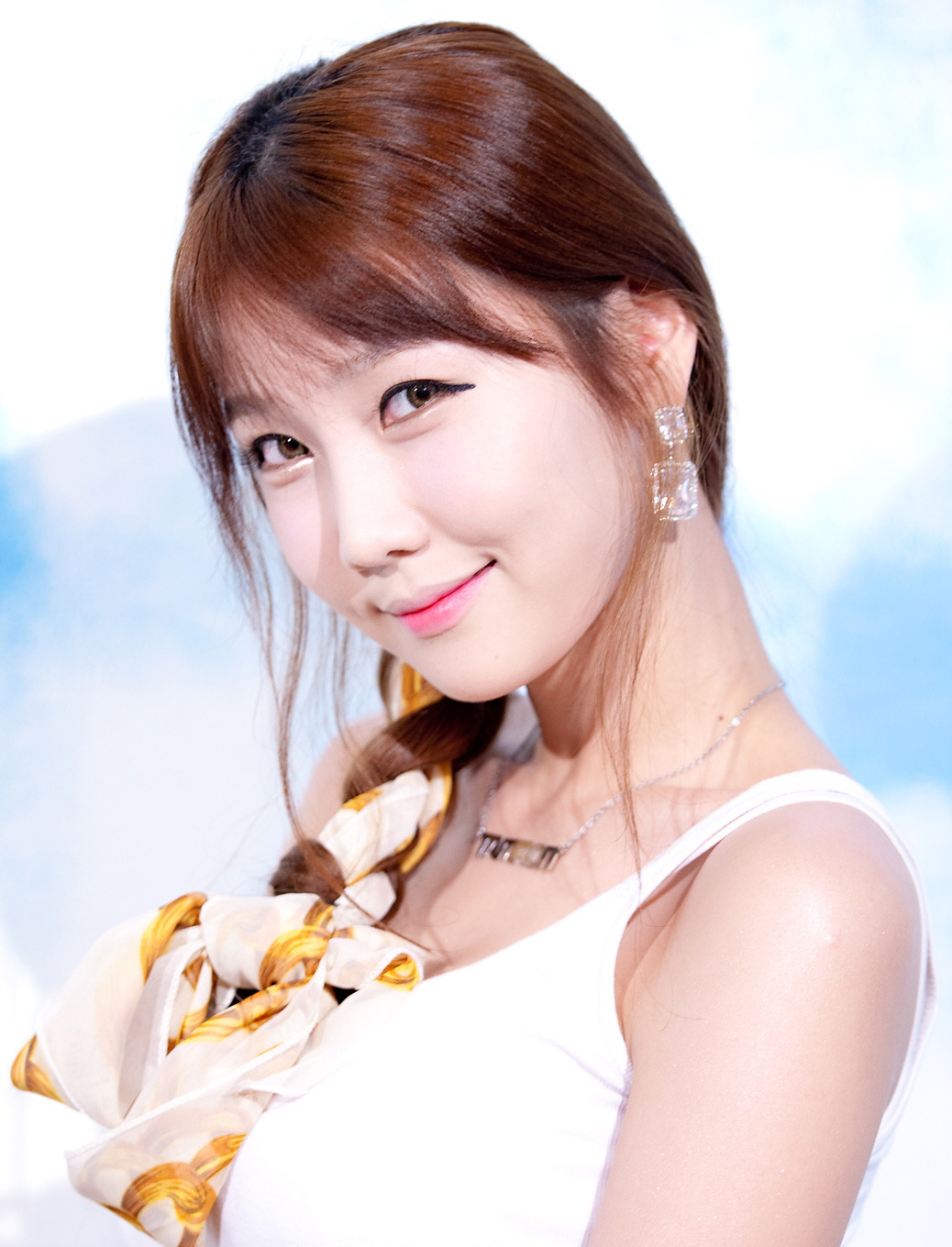
2005년 미스 경남 진 고정아, 2005년 미스코리아 후보
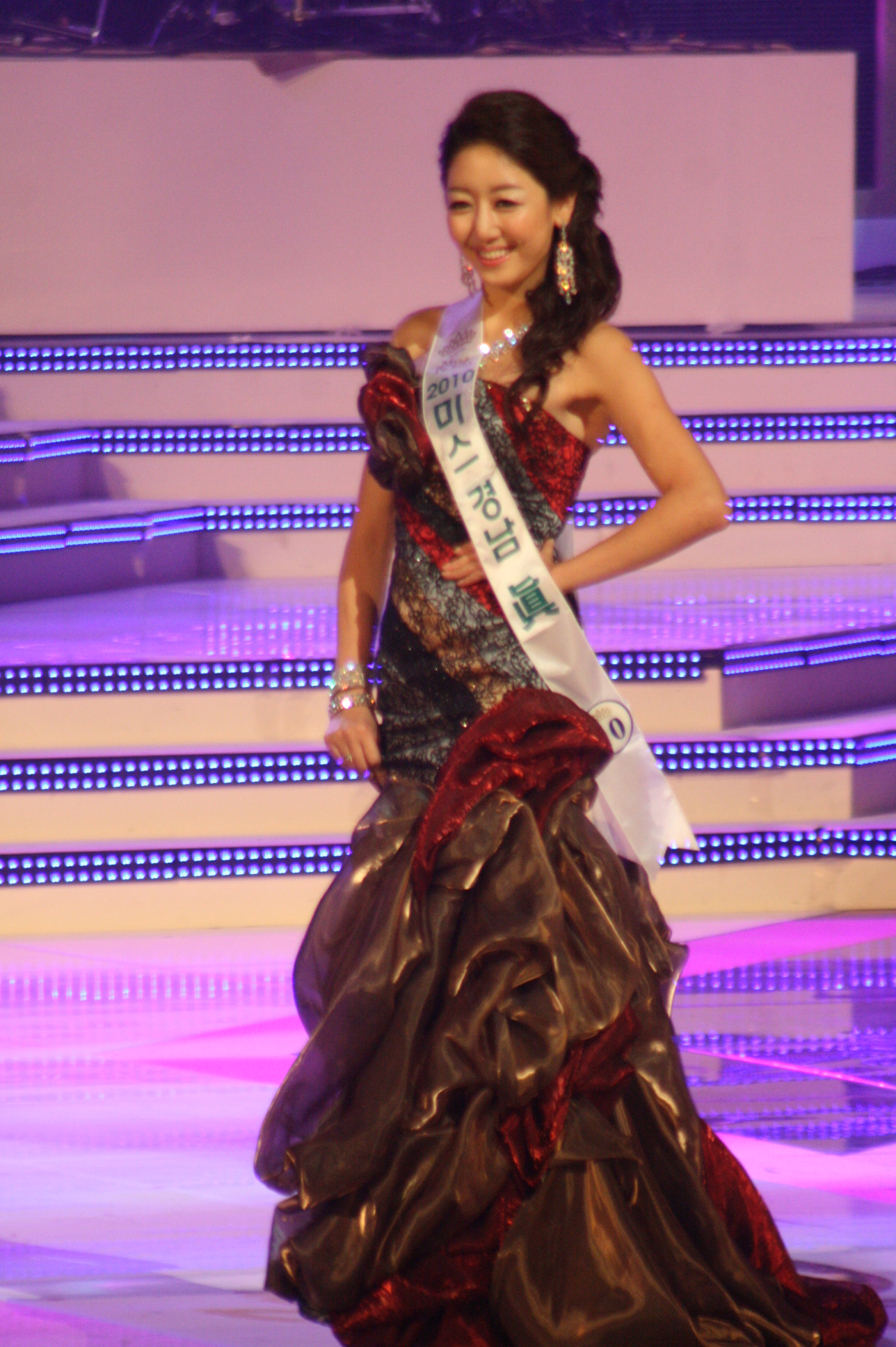
2010년 미스 경남 진 배현정, 2010년 미스코리아 후보
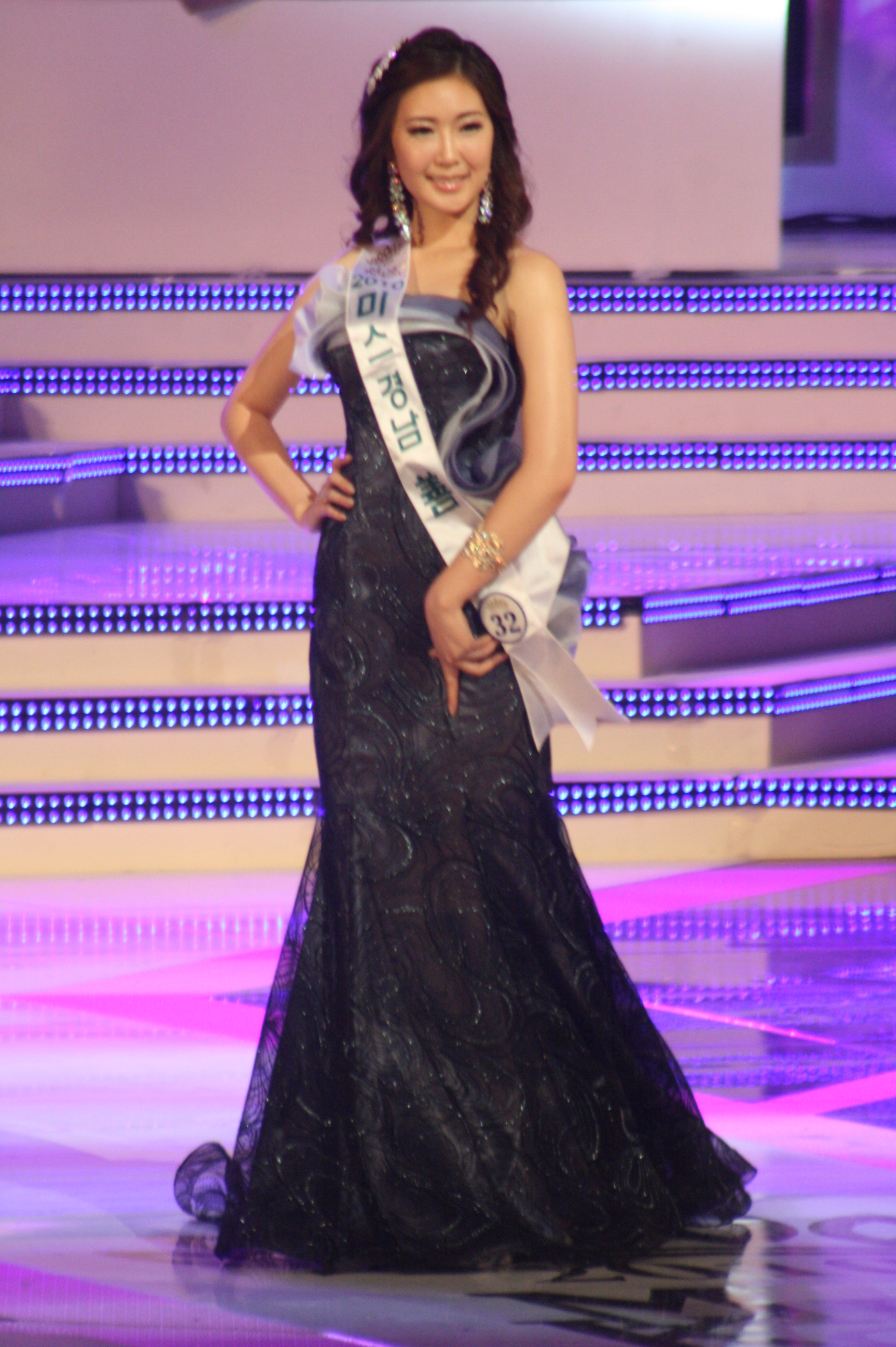
2010년 미스 경남 선 김남은, 2010년 미스코리아 후보
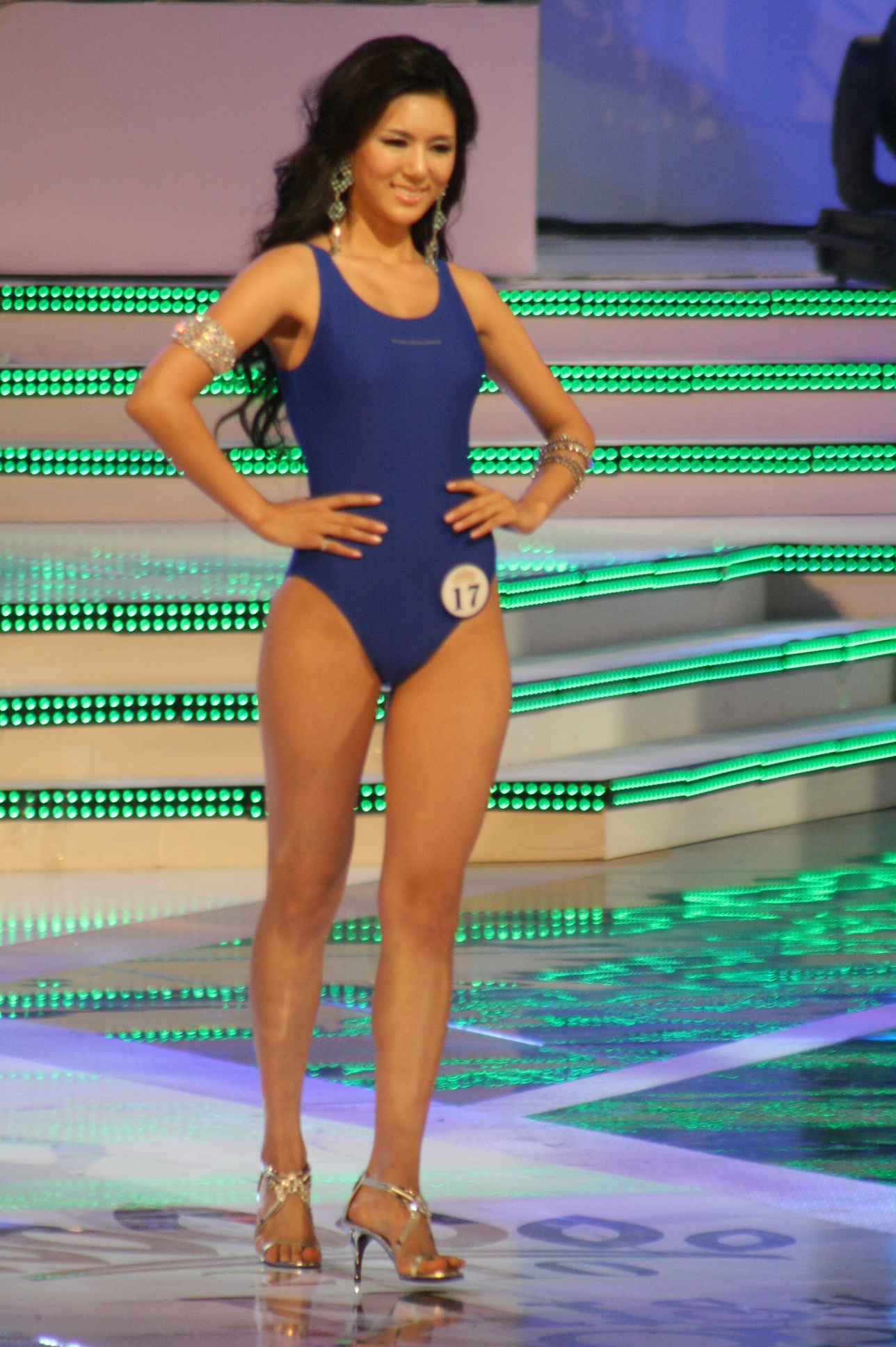
2010년 미스 경남 미 김수현, 2010년 미스코리아 후보
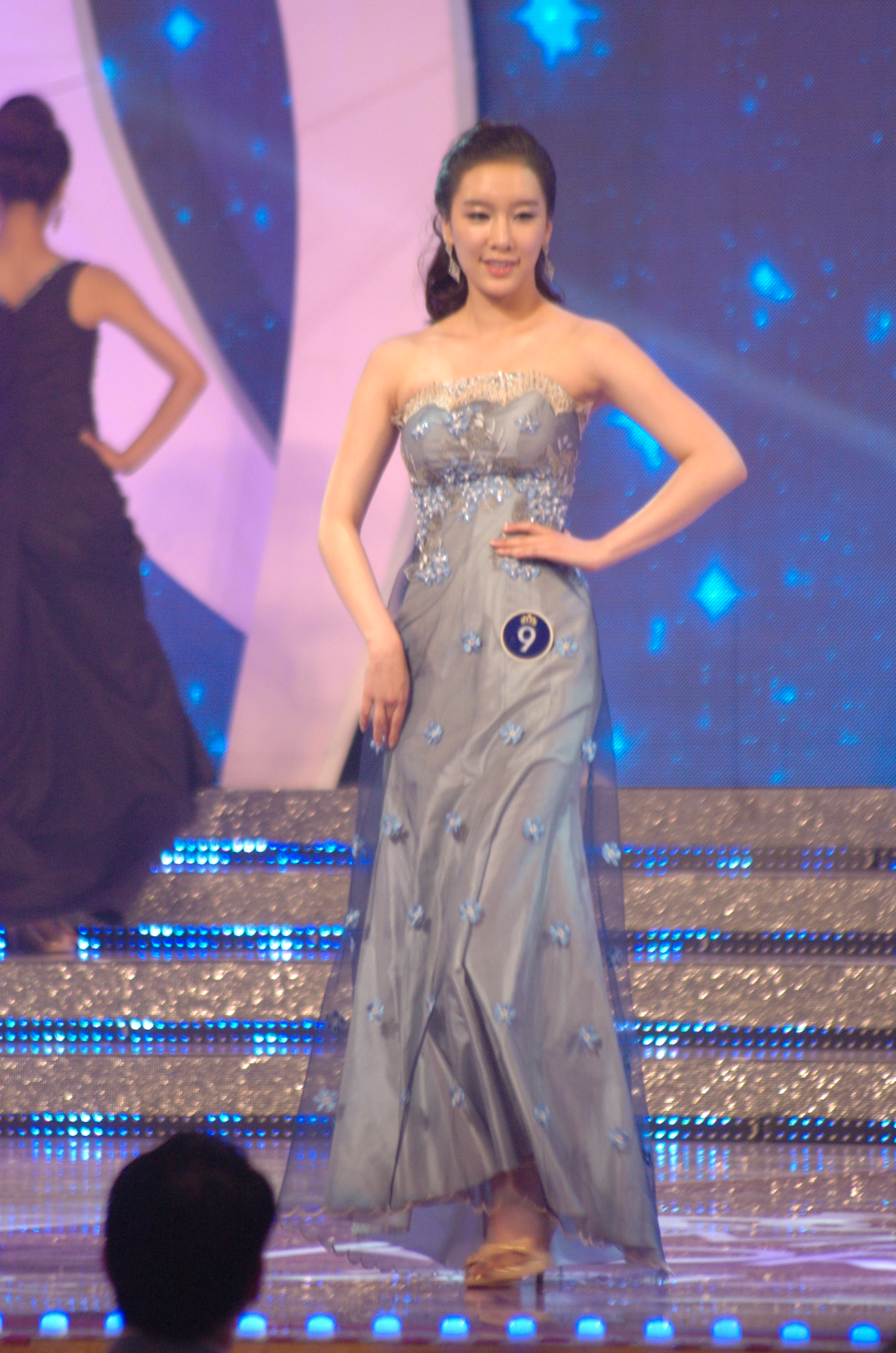
2012년 미스 경남 진 박서빈, 2012년 미스코리아 후보
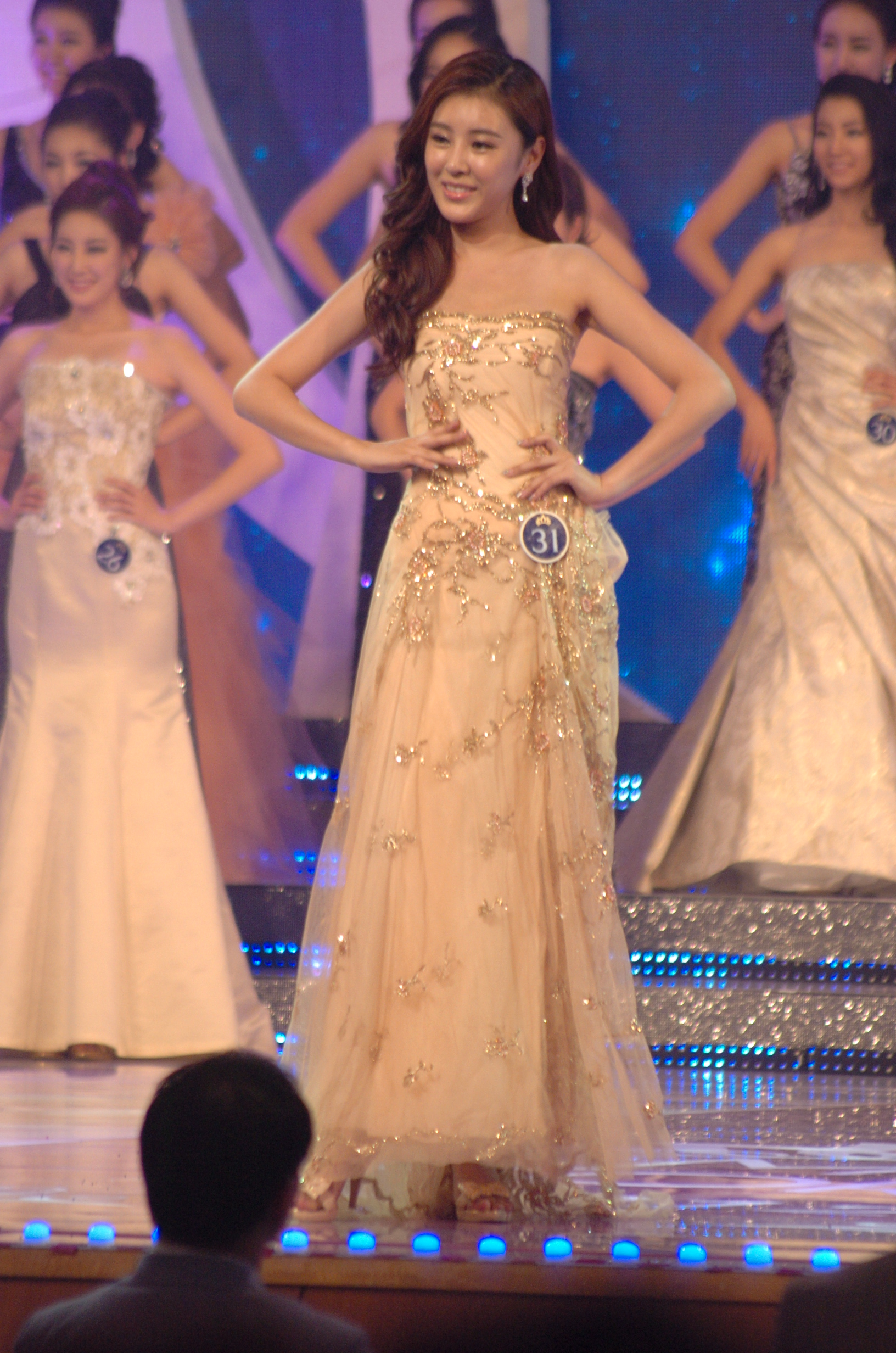
2012년 미스 경남 선 백범휘, 2012년 미스코리아 후보
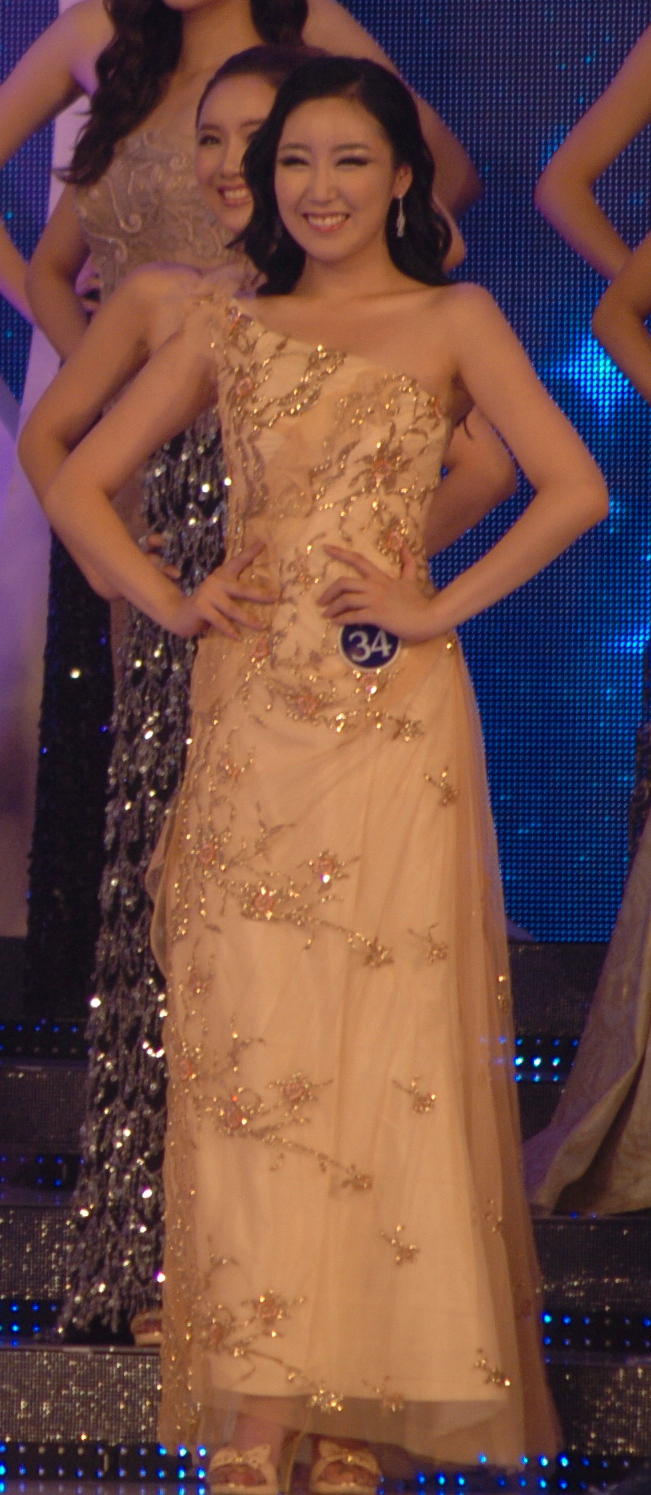
2012년 미스 경남 미 김다온(김은영), 2012년 미스코리아 후보
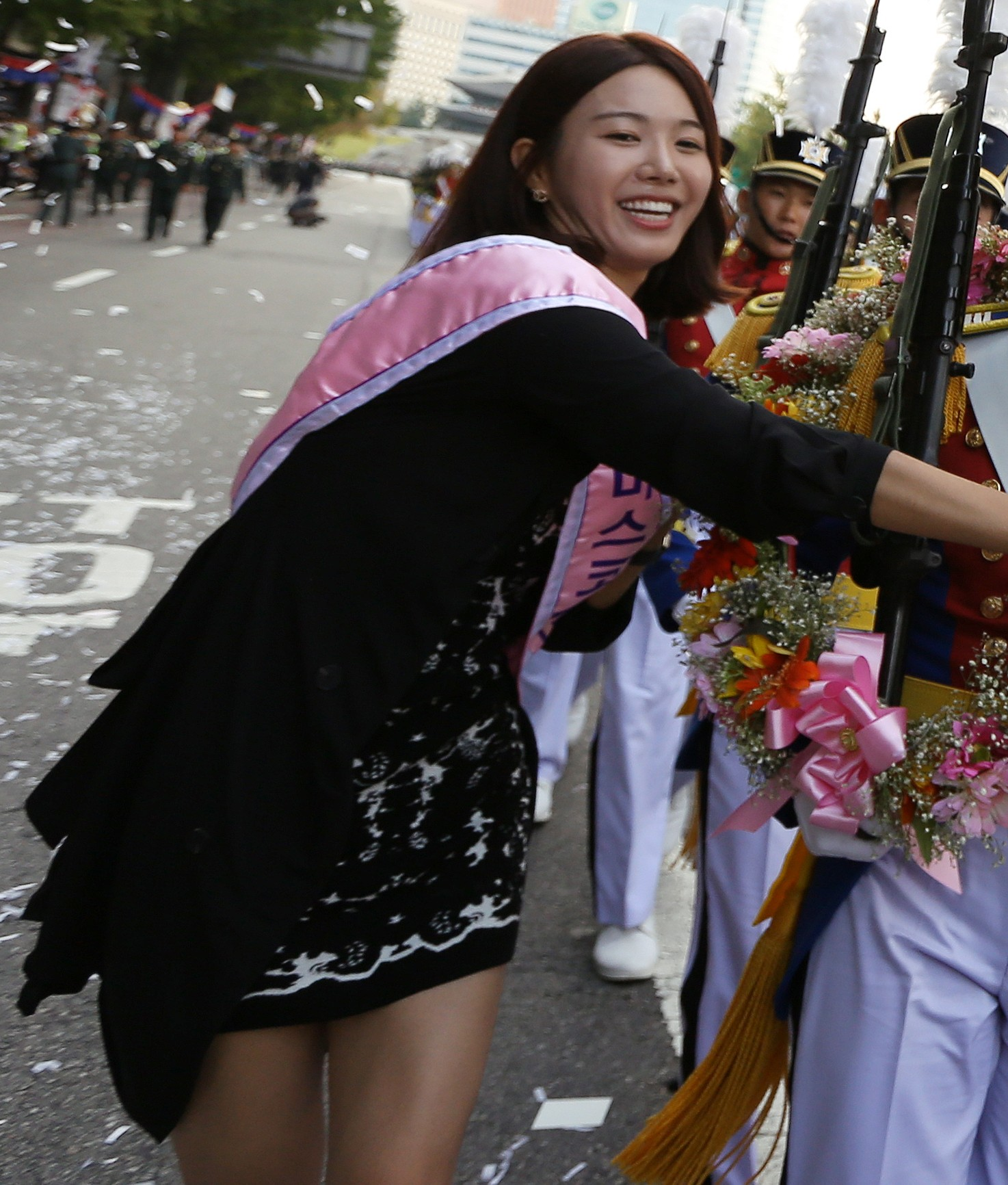
2013년 미스 경남 진 구본화, 2013년 미스코리아 미
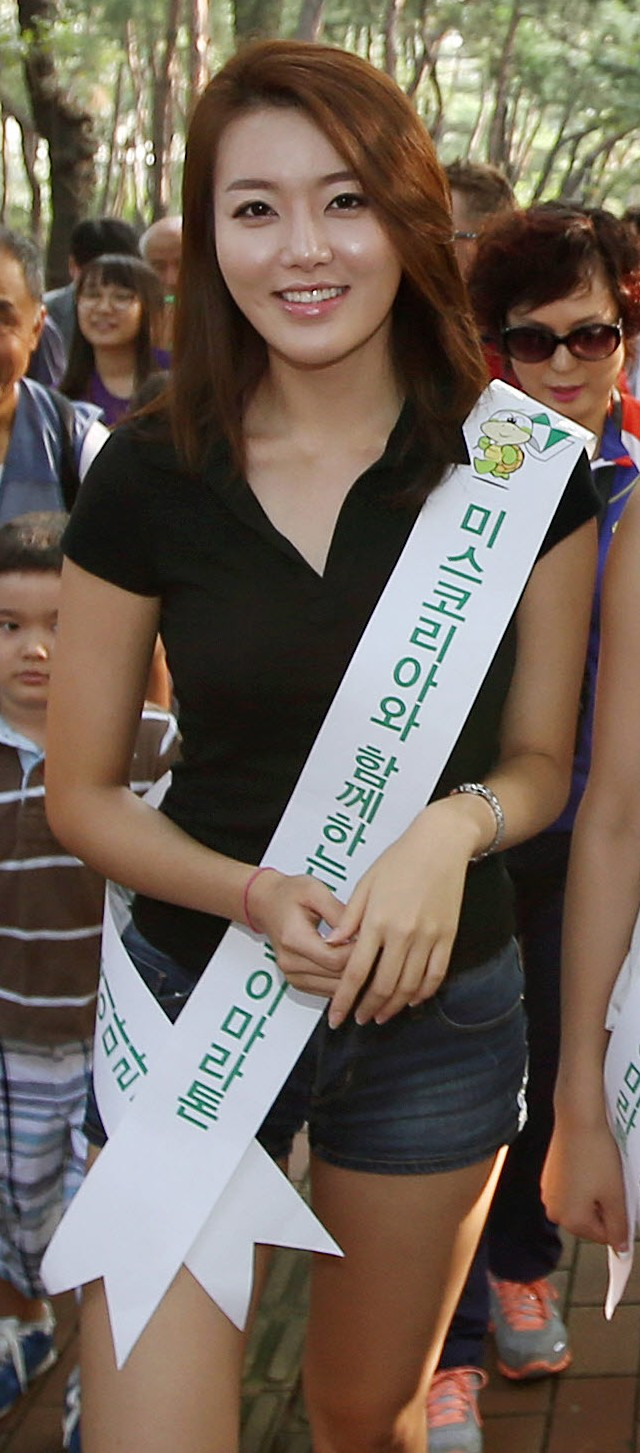
2014년 미스 경남 선 류소라,  2014년 미스코리아 미